# Episodi di Luthi e Blanc (quinta stagione)
La quinta stagione della serie televisiva Luthi e Blanc è stata trasmessa in anteprima in Svizzera da SF 1 tra il 31 agosto 2003 e il 16 maggio 2004.
| nº | Titolo originale          | Titolo italiano | Prima TV Svizzera | Prima TV Italia |
| -- | ------------------------- | --------------- | ----------------- | --------------- |
| 1  | Der Haken                 |                 | 31 agosto 2003    |                 |
| 2  | Die Bombenstory           |                 | 7 settembre 2003  |                 |
| 3  | Unwiderstehliches Angebot |                 | 14 settembre 2003 |                 |
| 4  | Am Ende der Geduld        |                 | 21 settembre 2003 |                 |
| 5  | Falscher Adel             |                 | 28 settembre 2003 |                 |
| 6  | Seniorentango             |                 | 5 ottobre 2003    |                 |
| 7  | Ein großes Herz           |                 | 12 ottobre 2003   |                 |
| 8  | Millionenrausch           |                 | 19 ottobre 2003   |                 |
| 9  | Rettender Engel           |                 | 26 ottobre 2003   |                 |
| 10 | Bitterer Abschied         |                 | 2 novembre 2003   |                 |
| 11 | Alte Wunden               |                 | 9 novembre 2003   |                 |
| 12 | Verzweifelt gesucht       |                 | 16 novembre 2003  |                 |
| 13 | Members only              |                 | 23 novembre 2003  |                 |
| 14 | Der Seelenretter          |                 |                   |                 |
| 15 | Klausenkampf              |                 | 7 dicembre 2003   |                 |
| 16 | Griechischer Wein         |                 | 14 dicembre 2003  |                 |
| 17 | Schöne Bescherung         |                 | 21 dicembre 2003  |                 |
| 18 | Das Kuhkonzert            |                 | 28 dicembre 2003  |                 |
| 19 | Mädchentraum              |                 | 4 gennaio 2004    |                 |
| 20 | Bingo                     |                 | 11 gennaio 2004   |                 |
| 21 | Der Knüller               |                 | 18 gennaio 2004   |                 |
| 22 | Boulevard                 |                 | 25 gennaio 2004   |                 |
| 23 | Das Ehrenamt              |                 | 1º febbraio 2004  |                 |
| 24 | Heiße Bilder              |                 | 8 febbraio 2004   |                 |
| 25 | Tag der Wahrheit          |                 | 15 febbraio 2004  |                 |
| 26 | Das letzte Lied           |                 | 22 febbraio 2004  |                 |
| 27 | Tödlicher Fund            |                 | 29 febbraio 2004  |                 |
| 28 | Moderausch                |                 | 7 marzo 2004      |                 |
| 29 | Alte Sünden               |                 | 14 marzo 2004     |                 |
| 30 | Verschmäht                |                 | 21 marzo 2004     |                 |
| 31 | Blutige Hände             |                 | 28 marzo 2004     |                 |
| 32 | Lampenfieber              |                 | 4 aprile 2004     |                 |
| 33 | Verseucht                 |                 | 11 aprile 2004    |                 |
| 34 | Die Zeugin in Gefahr      |                 | 18 aprile 2004    |                 |
| 35 | Im siebten Himmel         |                 | 25 aprile 2004    |                 |
| 36 | Hoffnungsschimmer         |                 | 2 maggio 2004     |                 |
| 37 | Im Rampenlicht            |                 | 9 maggio 2004     |                 |
| 38 | Todsichere Anlage         |                 | 16 maggio 2004    |                 |